# Friedrich von Matthisson

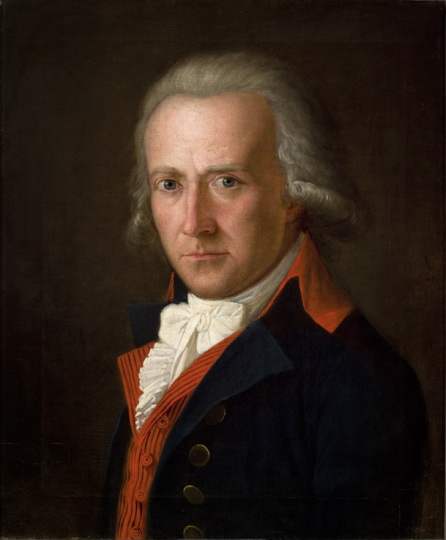
Friedrich von Matthisson.

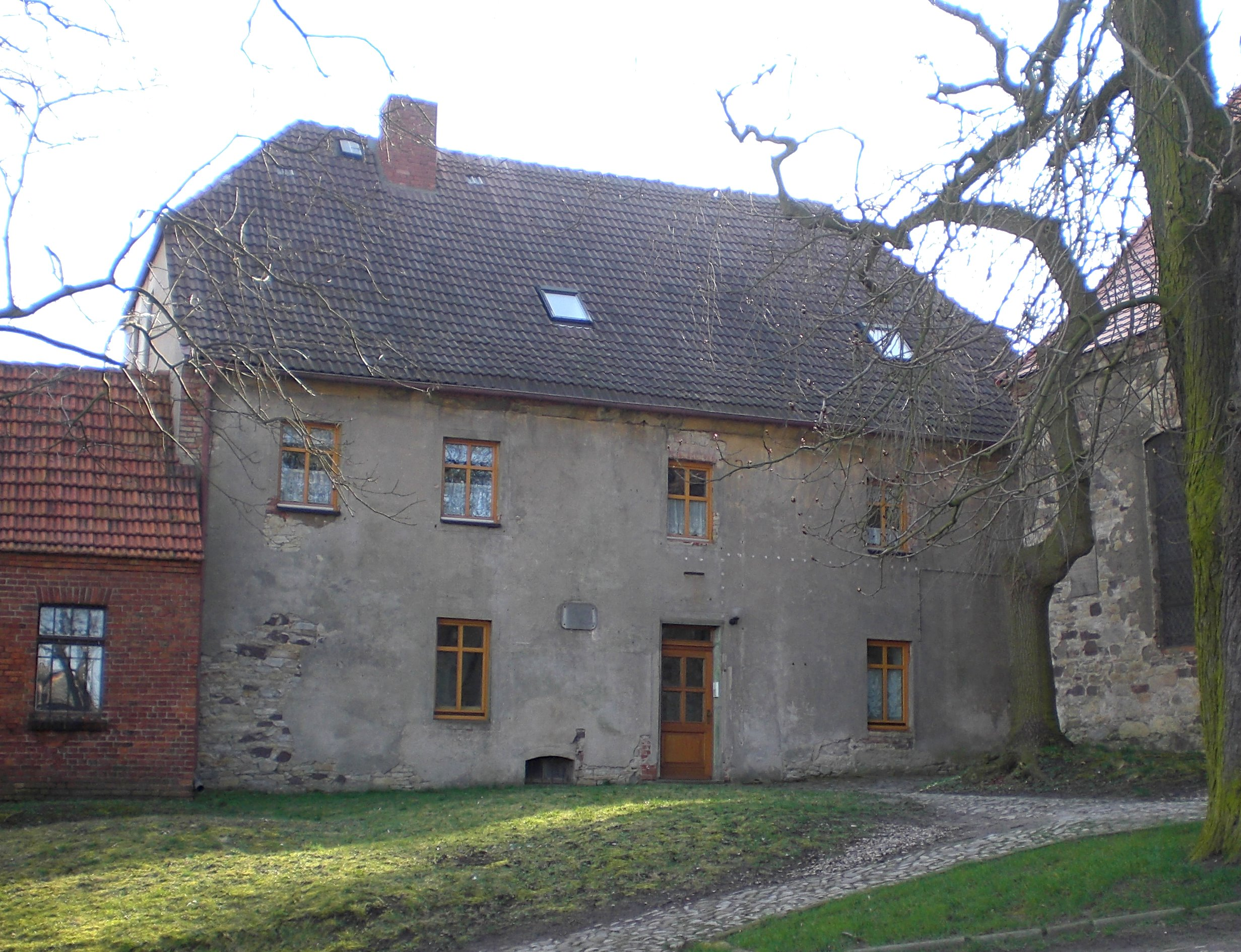
Matthissons födelsehus i Hohendodeleben.

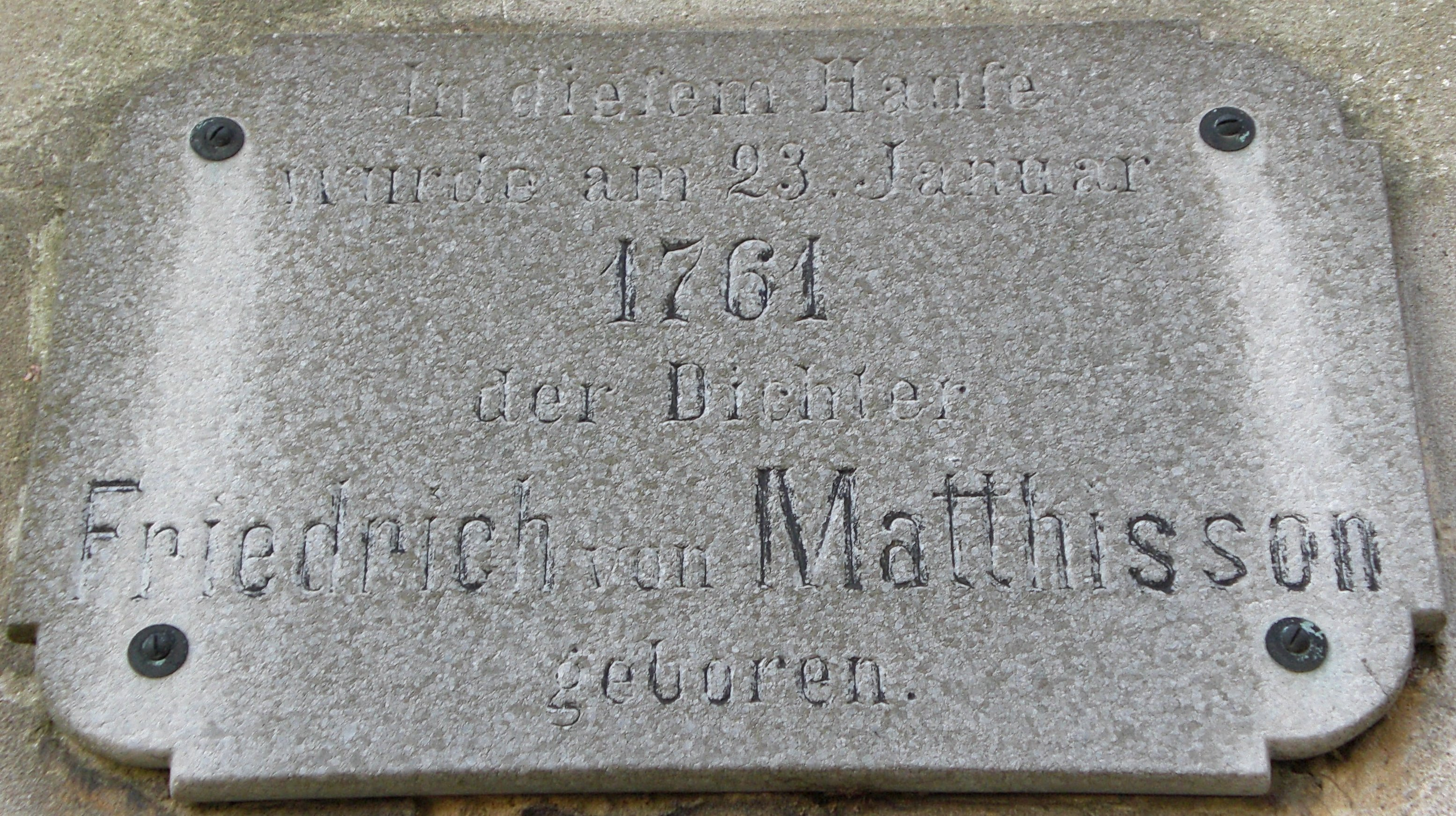
Minnesplatta på Matthissons födelsehus.

Friedrich von Matthisson, född 23 januari 1761 i Hohendodeleben i Landkreis Börde, död 12 mars 1831 i Wörlitz utanför Dessau, var en tysk lyriker och prosaförfattare.
Många av Matthissons dikter tonsattes av Ludwig van Beethoven och Franz Schubert, till exempel Beethovens Adelaide. I ett brev tackar Beethoven Matthisson och skriver "[…] för det välsignade nöje er poesi i allmänhet gett och alltid kommer att ge […]"
En del av hans kvarlåtenskap finns bevarad i Deutsches Literaturarchiv Marbach.

## Verk
- Gedichte, Breslau 1787
- Gedichte. Ausgabe letzter Hand, Zürich 1821
- Schriften, Zürich 1825-29, 8 band
- Erinnerungen, Zürich 1810-16, 5 band

### Senare utgåvor
- An den Abendstern. Gedichte, utgivna av Christian Eger, Halle 2002, ISBN 3-89923-016-7
- Wörlitzer Blätter. Gedichte, Prosa, Briefe, utgivna av Christian Eger, Halle 2005, ISBN 3-939335-01-0
- Wege Erich, red (2007) (på tyska). Das Stammbuch Friedrich von Matthissons. Göttingen: Wallstein. Libris 10920201. ISBN 978-3-8353-0002-6